# Fuente del Maestre (kommunhuvudort)
Fuente del Maestre är en kommunhuvudort i Spanien.   Den ligger i provinsen Provincia de Badajoz och regionen Extremadura, i den sydvästra delen av landet, 300 km sydväst om huvudstaden Madrid. Fuente del Maestre ligger 444 meter över havet och antalet invånare är 6 748.
Terrängen runt Fuente del Maestre är platt åt nordost, men åt sydväst är den kuperad. Runt Fuente del Maestre är det ganska tätbefolkat, med 65 invånare per kvadratkilometer. Närmaste större samhälle är Almendralejo, 17,7 km norr om Fuente del Maestre. Trakten runt Fuente del Maestre består till största delen av jordbruksmark.